# Songs in A Minor
Songs in A Minor este albumul de debut al cântăreței de origine americană Alicia Keys. A fost lansat oficial la 5 iunie 2001. Discul a fost înregistrat cu ajutorul unor producători precum Jermaine Dupri, Brian McKnight sau Miri Ben-Ari, iar Keys a contribuit la producerea majorității pieselor de pe album. Abordarea stilistică a discului cuprinde elemente de muzică R&B, soul și jazz. Într-un interviu acordat publicației americane Billboard Keys numea discul „o fuziune între tehnicile mele clasice, muzica pe care o ascultam în copilărie și diversele experiențe din viața mea.” Albumul Songs in A Minor a debutat pe prima poziție în clasamentul Billboard 200, fiind comercializat în peste 236,000 de exemplare în prima săptămână de la lansare, dintre care 50,000 în prima zi. Ulterior, materialul a primit șașe discuri de platină în S.U.A., confirmând vânzări de peste 6 milioane de exemplare. De asemenea, la nivel internațional, discul a câștigat popularitate, fiind consemnate doisprezece milioane de copii vândute. Este cel mai vândut disc al unui artist debutant în anul 2001. În timp ce popularitatea Aliciei Keys creștea, atât în țara sa natală, cât și pe plan mondial, postul de televiziune MTV o numea „Cea mai bună debutantă” și „Cea mai bună interpretă de muzică R&B” din anul 2001. Pentru acest album, Alicia a obținut cinci premii Grammy la categoriile: "Cântecul anului", "Debutantul anului", "Cea mai bună cântăreață R&B", "Cel mai bun cântec R&B" și "Cel mai bun album R&B". 
Alice și ceilalți contribuitori au reușit să producă un album cu influențe R&B și soul, acceptat favorabil de criticii din America, care l-au descris ca o revenire la stilurile ritmurile din anii '70. 
Primul disc single al interpretei, intitulat „Fallin'”, a fost lansat în februarie 2001; acesta a câștigat popularitate în țările anglofone, sporind succesul albumului de proveniență. La finele anului 2002, albumul a fost relansat sub numele "Remixed & Unplugged in A Minor", cu remixuri pentru melodiile inițiale și variante live . În decursul  lungul anilor 2001 și 2002,  Alicia a promovat albumul prin participarea la diferite emisiuni de radio și TV.

## Ordinea pieselor pe disc
Versiunea standard
1. „Piano & I” — 1:52
2. „Girlfriend” — 3:34
3. „How Come You Don't Call Me” — 3:57
4. „Fallin'” — 3:29
5. „Troubles” — 4:28
6. „Rock wit U” — 5:36
7. „A Woman's Worth” — 5:02
8. „Jane Doe” — 3:48
9. „Goodbye” — 4:20
10. „The Life” — 5:25
11. „Mr. Man” (împreună cu Jimmy Cozier) — 4:09
12. „Never Felt This Way (Interlude)” — 2:01
13. „Butterflyz” — 4:08
14. „Why Do I Feel So Sad” — 4:25
15. „Caged Bird” — 3:02
16. „Lovin' U” — 3:49

Cântece bonus
- „Rear View Mirror” — 4:06
- „Fallin'” (remix împreună cu Busta Rhymes și Rampage) — 4:18
- „A Woman's Worth” — 4:24